# Ингольштадт
И́нгольштадт (нем. Ingolstadt, бав. Inglståd, Ingoiståd) — город в Германии, в земле Бавария, на реке Дунай. Население — около 142 000 жителей (2023 год). Пятый город Баварии по численности населения.

## История
В XIII веке Ингольштадт получил статус города. С 1392 по 1447 год — столица герцогства Бавария-Ингольштадт.
В 1472 году в городе основан первый в Баварии университет, ставший впоследствии центром контрреформации. Главный оппонент Лютера в религиозных спорах Иоганн Экк был ректором этого университета. В 1776 году декан юридического факультета университета Адам Вейсгаупт основал орден иллюминатов. Университет закрылся в 1800 году.
23 апреля 1516 года в Ингольштадте был провозглашён «закон о чистоте пива» (Райнхайтсгебот). Согласно ему, пиво может состоять только из трёх ингредиентов: вода, хмель и ячмень. Это старейший в мире и до сих пор действующий закон о качестве продукта питания.
В 1549 году в город были призваны иезуиты. Ингольштадтский центр осуществлял управление всеми иезуитами южной Германии. С XVI века город становится крупнейшей крепостью региона.
М. Н. Тухачевский, будущий советский маршал, и Шарль де Голль, будущий президент Франции, отбывали здесь заключение в лагере для военнопленных в годы Первой мировой войны.
С января по апрель 1945 г. Ингольштадт (включая исторический центр) подвергался регулярным бомбардировкам союзников.

### Первое упоминание, городское устройство, столица независимого герцогства (806—1472)
Первое письменное упоминание Ингольштадта, который начал отстраиваться ещё со времён Агилольфингов, встречается в документе о разделе империи Карла Великого, «Divisio Regnorum» от 6 февраля 806 года, как villa Ingoldesstat, и Stätte des Ingold. Название города происходит от личного имени Ингольд, с присоединением окончания stadt. Ingolstadt, таким образом, обозначало «город (поселение) Ингольда».
В историческом документе говорилось, что Ингольштадт принадлежал баварской герцогской династии Агилольфингов с VIII века и стал королевской собственностью Каролингов с 788 года в составе Франкского государства. Ингольштадт был особо выделен в этом документе ещё также и как обладатель статуса королевского пфальца. Ингольштадт отошёл Каролингам вместе с Лаутерхофеном и должен был наследоваться будущим императором, которым стал Людовик I Благочестивый.
Где именно находился королевский пфальц в Ингольштадте, археологам не удалось установить до сих пор. Самой вероятной считается локация в нынешнем Старом городе (нем. Altstadt), хотя не исключается и район Фельдкирхен (нем. Stadtteil Feldkirchen).
В 841 году пфальц Ингольштадт был унаследован баварским королём Людовиком II Немецким. Преемник Карла Великого на франкском королевском престоле передал город настоятелю монастыря Нидеральтайх аббату Гозбальду, в акте дарения впервые указывался размер города. В дополнение к передаваемого аббатству Фронхофу, Ингольштадт включал в себя в общей сложности 34 гуфа (двора, поместья), в том числе двенадцать дворов для королевских наместников (синтманненов — нем. (sintmannen)) и две частные церкви. Десять лет спустя аббат передал своё имущество в монастырь.
Не исключено, что первоначальное княжеское поместье (нем. Kammergut) в Голдсстате было больше. В период высокого средневековья, предшествовавший становлению Ингольштадта городом, существовали обширные герцогские владения в дополнение к имению монастыря Нидеральтайх. Можно предположить, что это владение представляло собой часть королевской собственности Каролингов, которая не была передана Нидеральтайху; можно также предположить, что баварский герцог, возможно, Арнульф Злой, отчуждал монастырские владения.
В период между концом IX и началом XIII века отсутствуют какие-либо документальные свидетельства существования Ингольштадта. Предполагается, что поселение было разрушено во время вторжения венгров в X веке или большого пожара, который уничтожил большую часть Ингольштадта и дал толчок к основательной реконструкции и предоставлению прав города, которая началась не позднее 1200 года.
Ингольштадт получил дополнительное значение после того, как графы фон Богены, владетели Богена, получили по статусу фогтов управление над Нидеральтайхом. После смерти Альберта IV фон Богена в 1242 года владения унаследовал его сводный брат и герцог Баварии Оттон II Виттельсбах, поэтому ни о каком основании города Виттельсбахами до 1242 года не может быть и речи.
В 1234 году была построена церковь Святого Маврикия.
По хронологии точно не известно, объединились ли уже в то время соседние поселения в единый большой Ингольштадт или это произошло только при герцоге Оттоне II. Несомненно, что на территории города, утверждённой императором Людовиком IV в 1312 году, были различные поселения, которые также относились к королевской собственности Каролингов и монастырской собственности Нидеральтайх.
Около 1280 года возникла первая городская стена, окружившая город; был сооружён центральный главный перекрёсток у Шлиффельмаркта, а также замок в юго-восточном углу городской территории. Центр города существовал уже в 1258 году, так как этим годом датируется первая герцогская грамота, выданная в Ингольштадте. Около 1250 года Ингольштадт получил городские права, а затем право чеканки монет. В 1254 году в документе упоминается первый горожанин — Генрих Трост.
Около 1300 года Ингольштадт стал столицей герцогства Верхняя Бавария при императоре Людовике Баварском, хотя и всего на три года, поскольку тот, как опекун сыновей Оттона III из Нижней Баварии, снова отменил раздел герцогства Бавария.
Уже после завершения первой городской стены значительная часть застройки находилась за пределами укреплений, которые, за исключением четырёх башен и ворот, не были каменными. В 1350-х годах началось расширение города. Важной подготовительной работой было приближение главного рукава Дуная к городу, которое было завершено около 1360 года. Расширение города со строительством городских укреплений из кирпича было официально разрешено в 1362 году при герцоге Мейнгарде. Строительство началось в середине 1360-х годов на востоке, на берегу Дуная, и завершилось в конце XIV века. В середине XIX века кольцо стен на Дунае замкнулось на западе. Работы на берегу Дуная продолжались примерно до 1430 года. С 1407 года город был разделён на два прихода — нижний (церковь Святого Маврикия) и верхний (собор Пресвятой Богородицы).
В 1392 году, когда ещё велись работы по расширению Ингольштадта, Бавария была разделена на герцогства Бавария-Мюнхен (Иоганн II), Бавария-Ландсхут (Фридрих) и Бавария-Ингольштадт (Стефан III).
С XIV по XVIII в. городские укрепления Ингольштадта представляли собой массивные сооружения из рвов, валов и башен. Сын Стефана III Людвиг VII Бородатый завершил начатое расширение города с 87 башнями, что дало Ингольштадту прозвище «Стобашенный» (лат. ad centum turres). Полукруглые башни, которые лучше противостояли атакам, сделали городскую стену одной из самых инновационных в Баварии. Она стала образцом для многих городских стен, в том числе стен Донаувёрта, Айхаха или Паппенхайма. Полукруглые башни были украшены характерными зубчатыми стенами. Оборонительный проход, опирающийся на арки и ступенчатые консоли, также был тщательно спроектирован. С выравниванием современных укреплений во времена Наполеона крепость утратила значительную часть своего облика из-за засыпки рва и перекрытия вала. Однако ниже уровня современных улиц это сооружение в значительной степени сохранилось.
Людвиг VII начал строить собор Пресвятой Богородицы как вторую приходскую церковь и усыпальницу, для чего в 1438 году пожертвовал Золотую лошадь и планировал перенести свою резиденцию на место будущего Нового замка.
Дочь Стефана Изабелла вышла замуж за короля Франции Карла VII. Период суверенного Ингольштадта отмечен прежде всего конфликтами с герцогством Бавария-Ландсхут. В 1447 году после пресечения правящей династии со смертью бездетного Людвига VIII Бавария-Ингольштадт окончательно перешла к линии Бавария-Ландсхут.

### Новое время (1472—1800)
Конец суверенного герцогства не означал потери значения или экономического спада для Ингольштадта, перешедшего под власть Баварии-Ландсхут. В 1472 году герцог Людвиг IX Богатый с папской привилегией основал первый баварский университет. Учреждение Ингольштадтского университета привлекло около 600 сотрудников, что способствовало развитию экономики. Для обучения студентов в 1520 г. был основан Педагогиум, а в 1549 году — иезуитская школа, что послужило основой для превращения Ингольштадта в главный центр Контрреформации. Многочисленные иезуиты и теологи, в том числе, прежде всего, профессор Иоганн Экк, были одними из самых яростных противников Мартина Лютера. Так, в 1520 году в Ингольштадте появилась грамота De primatu Petri adversus Ludderum. Однако Ингольштадтский университет приобрёл известность также благодаря астрономическим и географическим исследованиям, например, Кристофа Шейнера, Петера и Филиппа Апианов. Баварская историография берет свое начало в Ингольштадтском университете благодаря работе Иоганна Авентина Annales ducum Boiariae. Иоганн Адам фон Икштатт, профессор, а с 1746 года и директор университета, вместе с Людвигом Фронхофером основал Баварское реальное училище.
Герцоги также продолжили строительство Нового замка, начатое Людовиком Первым, и с 1479 года построили там современный дворец с новым дворцом. Помимо университета, Ингольштадт уже в XIV веке стал важным торговым центром, особенно для соли. Но важную роль играл и винный рынок, который, однако, в XV в. пришёл в упадок в пользу пива. Продажи пива выросли с 15 тыс. гектолитров в год в XV в. до более чем 34 тыс. в 1546 году.
В декабре 1503 года в Ингольштадте умер последний герцог Баварии-Ландсхут Георг. После войны за ландсхутское наследство и воссоединения баварских земель при Альбрехте IV было унифицировано земельное право. 23 апреля 1516 г. баварскими герцогами Вильгельмом IV и Людовиком X в Ингольштадте было окончательно принято новое земельное уложение. Сегодня известен отрывок из этого постановления, который обычно называют «законом о чистоте пива».
В 1537 году Ингольштадт был преобразован в баварскую государственную крепость, которой он оставался с небольшим перерывом в течение 400 лет. Благодаря этому город получил название Шанц. При Райнхарде I фон Сольмсе была построена крепость в стиле ренессанса с сохраненнием средневековой городской стены. Строительство шло примерно до 1565 г., ещё до окончания работ в 1546 г. войска Шмалькальденского союза две недели осаждали город.

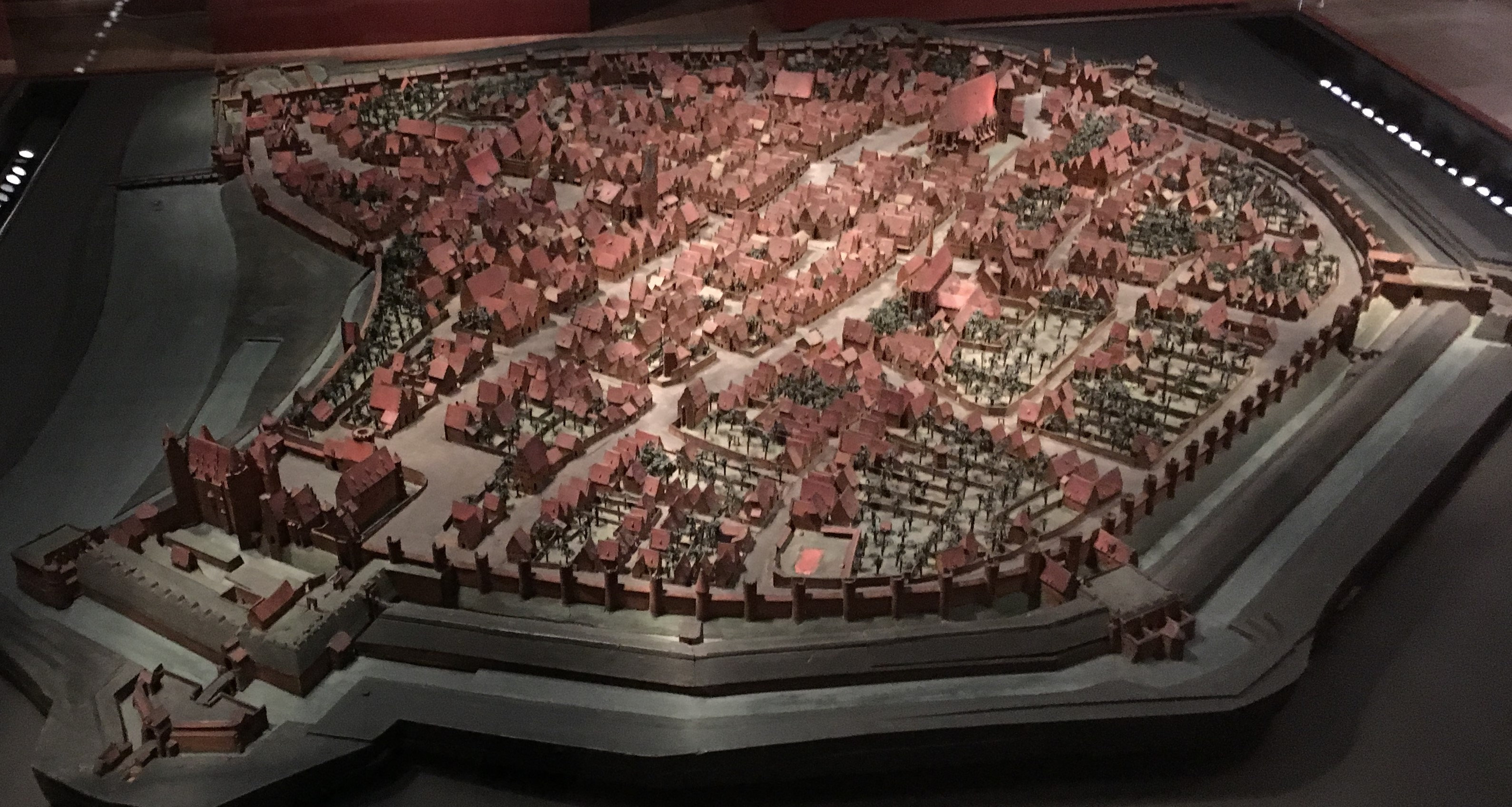
Ингольштадт в 1570-е гг.

В ходе судебных процессов над ведьмами с 1588 по 1704 год их жертвами стали 11 женщин. Особую известность получили так называемые процессы над детьми-ведьмами в 1618 и 1624 годах, которые после длительного судебного разбирательства закончились оправданием всех участников. Казнённая в 1704 г. 24-летняя Барбара Дитрих сталла последней осуждённой ведьмой Ингольштадта.
В апреле 1632 г. в ходе Тридцатилетней войны король Швеции Густав II Адольф осадил город, но через несколько дней снял осаду из-за больших потерь. Его лошадь была буквально «сбита с ног» во время ознакомительной поездки, и сегодня её можно увидеть в городском музее, так как она была привезена в город и после ухода шведов. В апреле 1632 года в стенах города умер от ранения, полученного в битве при Рейне, военачальник Католической лиги Иоганн Тилли. То, что крепость Ингольштадт не удалось захватить шведам, стало важным фактором быстрого военного восстановления Баварии, несмотря на захват Мюнхена, Регенсбурга и других баварских городов. Таким образом, снятие осады стало первой неудачей Густава Адольфа в его германской кампании и одновременно поводом для дальнейшего расширения крепости после окончания войны между 1654 и 1662 годами. Курфюрст Максимилиан I, правивший всю войну, умер во время паломничества в Ингольштадт в сентябре 1651 г.
В войне за испанское наследство курфюрст Максимилиан II вступил в союз с Францией, в результате чего войска маркграфа Баден-Бадена Людвига Вильгельма осадили укрепленную крепость в 1704 г. Однако осада была снята после победы при Гохштедте, так как войска были необходимы для оккупации Ульма. В конце года Ильбесхаймский мир всё же согласовал передачу Ингольштадта имперским войскам, которые вернули крепость только после окончания войны в начале 1715 г. В 1742 г. по случаю коронации курфюрста Карла Альбрехта императором Священной Римской империи крепость получила сильный гарнизон, который в значительной степени состоял из союзных французских войск. Через них были занесены инфекционные заболевания, которые стали бедствием для населения. В 1743 г. в ходе войны за австрийское наследство в руки противостоящих войск попали огромные запасы продовольствия и оружия, только на крепостных валах стояло 115 орудий (против 40 орудий нападавших). Кроме того, в арсенале было ещё несколько пушек и 10 тыс. ружей.
В начале и середине XVIII в. в Ингольштадтском университете был создан медицинский факультет, который приобрёл общеевропейское значение. В окрестностях университета Адам Вайсхаупт основал Орден Иллюминатов 1 мая 1776 года. В 1773 г., после роспуска иезуитов курфюрстом Максимилианом III, их школа в Ингольштадте была закрыта.
С приходом французской революционной армии в конце 1799 г. крепость была захвачена французами, а через год университет был переведён в Ландсхут. В начале секуляризации, особенно строго проводившейся в Баварии при курфюрсте Максимилиане IV, была предпринята попытка обновить университет, который всё ещё оставался иезуитским и консервативным. В конце концов, в 1826 году университет переехал в Мюнхен и ныне известен как Мюнхенский университет.

### Город-крепость (1806—1938)
Население Ингольштадта сократилось почти вдвое, большая часть профессоров и офицеров, важных для экономической жизни города, покинула его. В 1803 г. Ингольштадт получил комиссара полиции, став внерайонным городом с подчинением непосредственно баварскому правительству. Ингольштадт сменил принадлежность к округу и сначала относился к району Верхний Дунай, затем к Регенсбургу, а после роспуска старых округов — к Верхней Баварии.
Уже через несколько лет после разрушения крепости возникли идеи о её восстановлении. Решение было принято ещё в 1806 г., работы начались только в 1828 г. после восстановления отягощённых наполеоновскими войнами финансов. Строительство главной королевской баварской крепости было самым крупным и дорогостоящим строительным проектом при короле Людвиге I. К 1848 г. над ней работало более 5 тыс. строителей. Гарнизон состоял из пяти пехотных и шести кавалерийских соединений. Это привело к тому, что в 1861 г. в городе проживало 7193 гражданских жителя и 12 750 солдат. Любая застройка в районе крепости должна была быть одобрена военными, что препятствовало экономическому развитию. Однако строительство крепости в то же время повлекло за собой улучшение инфраструктуры. В 1867 г. Ингольштадт получил железнодорожное сообщение, и началась индустриализация, в первую очередь благодаря оружейным предприятиям, таким как Королевский баварский оружейный завод.
Во время Первой мировой войны в Ингольштадте временами находилось более 40 тыс. солдат, крепостные сооружения использовались как лагеря для военнопленных, а в городе были созданы три госпиталя. Самыми известными военнопленными мировой войны были будущий президент Франции Шарль де Голль и будущий маршал Советского Союза Михаил Тухачевский.
С 1916 года ощущалась большая нехватка продовольствия. В ноябре 1918 года был образован Совет рабочих и солдатских депутатов. С балкона ратуши в короткий срок провозгласили Баварскую советскую республику. Версальский договор привёл к значительному сокращению немецкой армии, и оружейные компании Ингольштадта были вынуждены сокращать и перепрофилировать производство, особенно перспективным оказалось производство прядильных машин немецкой компанией Spinnereismachinenbau AG в Ингольштадте (Despag). Из-за Великой депрессии 1929 года было сокращено 60 % рабочих, на заводах осталось 500 человек.

## Достопримечательности
- Фрагменты городской стены последней трети XIV века с 7-башенными воротами Крейцтор[англ.]
- Романская Морицкирхе (1234)
- Старый замок XIII века — старейший герцогский замок Баварии
- Новый замок (XV век)
- Здание Ингольштадтского университета[нем.] (1436—1472)
- Готический собор Либфрауэнмюнстер (1425—1536)
- Церковь Мария-де-Виктория[нем.] — шедевр рококо (1732-36) с уникальным плафоном братьев Азам
- Францисканский монастырь (1275) с убранством в стиле барокко
- Редут Тилли[нем.] и другие укрепления Лео фон Кленце (1828—1850, классицизм)

### Музеи
- Баварский армейский музей[англ.] (c 1972) в здании Нового замка
- Музей Первой мировой войны в крепостном сооружении «редут Тилли»
- Музей баварской полиции в крепостном сооружении «башня Трива»
- Немецкий медицинский исторический музей (в здании 1736 года)
- Музей города Ингольштадта
- Музей завода «Ауди» (museum mobile)
- Музей конкретного искусства
- Музей скульптора Альфа Лехнера
- Музей-архив Марилуизы Фляйсер и др.
- Музей кельтской культуры[нем.] в пригородном Манхинге (на месте галльского оппидиума)

## Экономика
Ингольштадт — крупный центр автомобилестроения. Здесь находятся штаб-квартиры автомобильной компании Audi и розничной сети Media Markt. В 1945 году в городе появилась автомобильная компания Audi. Первоначальные заводы компании с 1909 года работали в Хемнице и Цвикау (с 1932 года), но они были сильно разрушены во время Второй мировой войны, а потом отошли СССР в качестве репараций. В Цвикау в дальнейшем собирали автомобиль ГДР Trabant. Руководители «Auto Union» начали с производства запасных частей в Ингольштадте после окончания войны с целью дальнейшего перемещения всей компании в регион. С помощью Плана Маршалла компания была вновь официально воссоздана в Ингольштадте в 1949 году, в конечном итоге превратившись в одного из крупнейших автопроизводителей в мире. Audi является крупнейшим работодателем региона, в ней работают около 40 000 сотрудников, и является ключевой компанией в экономике города.
В 2014 году Ингольштадт занял первое место в рейтинге инвестиционной привлекательности городов Германии.

## Образование
- Католический университет (с 1980)
- Университет прикладных наук (с 1994)

## Спорт
За город выступают:
- хоккейный клуб «ЕРК Ингольштадт»
- футбольный клуб «Ингольштадт 04»

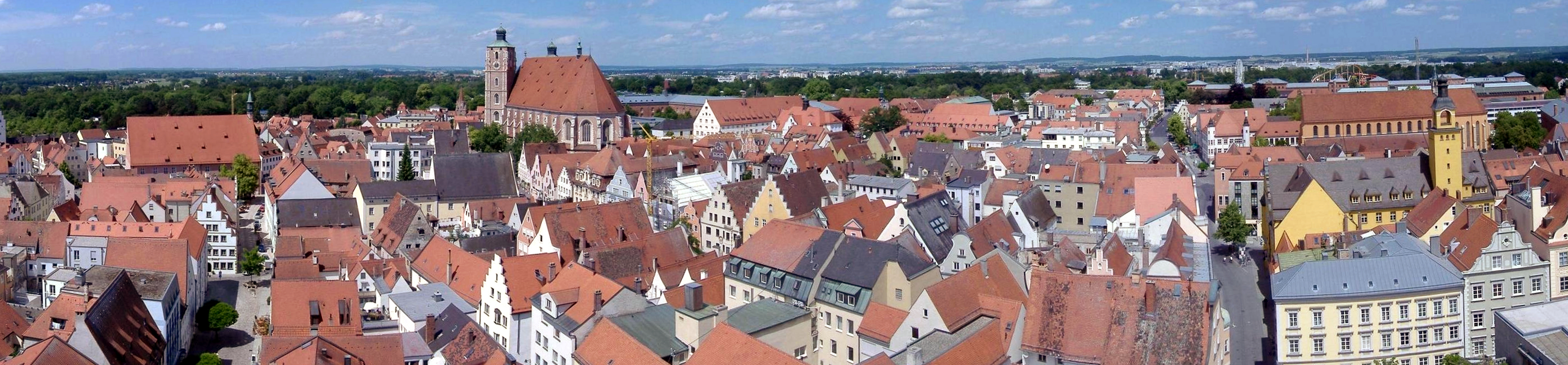
Панорама старого города

- бейсбольный клуб «Ингольштадт Шанцер»

## Русскоязычный Ингольштадт
В Ингольштадте проживает много русскоязычных, преимущественно немецких переселенцев и членов их семей. Есть русские магазины, организации и клубы по интересам. Во всех крупных (и в большинстве мелких) магазинах и предприятиях есть русскоязычный персонал.
В городе действуют украинская православная церковь Покрова Богородицы (приход основан 14 октября 1945 года) и
русская православная церковь Николая Чудотворца (в ведении РПЦЗ).
С 8 ноября 1995 года город является побратимом Центрального административного округа города Москвы.

## Население
По оценке на 31 декабря 2015 года население межрайонного города (городской общины) Ингольштадт составляет 132 438 чел. 

| Дата      | 1840  | 1871  | 1900  | 1925  | 1939  | 1950  | 1961  | 1970  | 1987  | 2011   |
| --------- | ----- | ----- | ----- | ----- | ----- | ----- | ----- | ----- | ----- | ------ |
| Население | 13601 | 18516 | 29511 | 35962 | 43830 | 54615 | 69829 | 85683 | 96071 | 124927 |

| Год       | 1960  | 1970  | 1980  | 1990   | 2000   | 2009   | 2010   | 2011   | 2012   | 2013   | 2014   | 2015   |
| --------- | ----- | ----- | ----- | ------ | ------ | ------ | ------ | ------ | ------ | ------ | ------ | ------ |
| Население | 68586 | 86050 | 90490 | 105489 | 115722 | 124387 | 125088 | 126076 | 127886 | 129136 | 131002 | 132438 |

## Известные уроженцы и жители
- См. Категория:Персоналии:Ингольштадт